# Pedofilnätverket i USA
Pedofilnätverket i USA blev känt under en rutinundersökning i mars 1975. Vad som troddes vara en lokal pedofilring i Houston, visade sig senare vara ett rikstäckande pedofilnätverk.

## Bakgrund

### Upptäckt
Vid en rutinundersökning i mars 1975 hittade polisen i Houston en katalog med pornografiska bilder och filmer på pojkar så unga som åtta år, varav de flesta var från Houston Heights. Av de sexton personer som avbildas på filmerna och fotona verkade elva av ungdomarna vara bland seriemördaren Dean Corlls kända offer som hade identifierats vid detta datum.
Upptäckten väckte oro, då Corll sagt till sina medhjälpare att han varit med i en organisation baserad i Dallas som "köpte och sålde pojkar", och att detta kunde varit sant. Upptäckten av materialet i Houston 1975 ledde till att fem personer arresterades i Santa Clara, Kalifornien. Dessa gripanden kunde inte kopplas direkt till Corll, eftersom Houstonpolisen tyckte att Corlls offers familjer hade "lidit tillräckligt", och ingen fortsatt utredning gjordes. Det finns dock inga konkreta bevis som tyder på att Corll hittat några av sina offer via pedofilnätverket.

### Rikstäckande nätverk
Bara två dagar efter att utredarna hade identifierat de sista kropparna som kunde länkas till Dean Corll, avslöjade utredare i Dallas en rikstäckande homosexuell pedofilring, då de gjorde en razzia hos John David Norman, som ett flertal gånger varit dömd för sexualbrott. Polisens razzia hittade ett kartotek som innehöll upp till 10 000 namn och adresser till unga pojkar över hela USA, och fick bevis på att många tonårspojkar hade utnyttjats av pedofilnätverket.

## Organisationen
Norman hade sedan 1950-talet en brottshistorik av sexuella övergrepp och utnyttjande av minderåriga. Pedofilnätverket styrdes från Normans bostad i Dallas, där han ledde organisationen, samt skickade ut flera nyhetsbrev som förespråkade pedofili. Under polisens razzia hittades även tusentals indexkort som man trodde var en lista med namn på kunder som unga pojkar kollades till. Medlemskapet i denna organisation påstods kosta 15 dollar per år, och ett häfte med bilder på pojkarna och deras fysiska beskrivning kostade 3 dollar.
Norman dömdes aldrig för brotten, eftersom listan tappades bort. Vid denna tid fanns inget rikstäckande register över sexualbrottslingar, vilket gjorde att andra delstater inte kände till hans brott, och Norman kunde obemärkt flytta till Homewood, Illinois. I Homewood dömdes Norman till fängelse för att ha misshandlat flera unga pojkar. Under tiden i fängelse använde han fängelsets tryckerier för att skicka ut "nyhetsbrev" om nätverket, kallad The Delta Project. Under sin villkorliga frigivning flyttade han till Chicago, där han fortsatte sin verksamhet. Myndigheterna hade även tydliga indicier på att pojkar flyttats över delstatsgränser och även till andra länder för att prostitueras. Norman greps igen efter att två tonårspojkar anmält att han hade fotograferat dem nakna och haft sex med dem.
I en fängelseintervju med seriemördaren John Wayne Gacy uppgav han att Norman varit en av hans medbrottslingar. Phillip Paske, som förekom i Normans kartotek, hade även arbetat för Gacy vid något tillfälle.
Norman tillbringade större delen av sitt liv i fängelse, och avled 2011.

## I media
I podcasten och miniserien The Clown and the Candyman från 2021 undersöks Corlls och Gacys kopplingar till nätverket.